# Mat Coward
Pour les articles homonymes, voir Coward (homonymie).
Mat Coward est un écrivain britannique, auteur de roman policier.

## Biographie
En 2000, il publie son premier roman Up and Down, premier volume d'une série consacrée à Don Packham, inspecteur-détective, et Frank Mitchell, policier, à Londres.
Il publie de nombreuses nouvelles de littérature policière et pour la jeunesse. À deux reprises, il est nommé pour le prix Edgar-Allan-Poe de la meilleure nouvelle.

## Œuvre

### Romans

#### SérieDon Packham et Frank Mitchell
- Up and Down (2000)
- In and Out (2001)
- Over and Under (2004)
- Deep and Crisp (2004)
- Open and Closed (2005)

#### Autres romans
- The Soother's Boy (2008)
- Acts of Destruction (2009)

### Nouvelles
- 1993 History Repeats Itself, and It Doesn't Even Say Pardon
- 1994 The Hampstead Vegetable Heist
- 1994 Do the World a Favour
- 1994 Cold Calling
- 1994 The Set-up Man
- 1994 Clean and Bright
- 1995 Do You Know this Man?
- 1995 Those Things
- 1995 No Night by Myself
- 1996 Bits
- 1997 Corroboration
- 1997 Nice People
- 1998 Not a Minute on the Day
- 1998 Where the Cat Came in
- 1998 Old Sultan
- 1998 Talk to Me
- 1999 Here, Fluffy!
- 1999 We Have Fed You All for a Thousand Years
- 1999 Nowhere to Be Found
- 1999 The Monkey Puzzle
- 1999 Tomorrow's villain
- 1999 Happs!
- 2000 We All Saw It
- 2000 Twelve of the Little Buggers
- 2000 Three Nil
- 2000 Jilly's Fault
- 2000. Great Days, Eh Lads?
- 2000 Strikers
- 2000 Nice Place
- 2000 Under the Circumstances
- 2000 Tall Man, Large Cat
- 2000 The Shortest Distance
- 2000 But Poor Men Pay for All
- 2000 Now I Know Its Name
- 2001 The Dog's Route
- 2001 So Where've You Buried the Missus Then, Paddy?
- 2001 Reason to Believe
- 2001 And What Can They Show, or What Reasons Give?
- 2001 Missing the Cat
- 2001 The Second Question
- 2001 You Again
- 2002 If All Is Dark
- 2002 Time Spent in Reconnaissance
- 2002 Early Retirement
- 2002 Little Green Card
- 2002 One Box of Books
- 2002 You Can Jump
- 2002 And the Buttocks Gleamed by Night
- 2002 Back to the Land
- 2002 Too Subtle for Me
- 2003 I Ain't Drunk, I'm Just Drinkin
- 2003 Be Lucky
- 2003 Remote Viewing
- 2003 Too Hot to Die
- 2003 Offenders
- 2003 By Hand or by Brain
- 2003 The Cat's Mother
- 2003 Bloody Victims
- 2003 Persons Reported
- 2004 The Hope of the World
- 2004 Room To Move
- 2005 One Hand One Bounce
- 2006 Jizz
- 2008 Losing the Audience
- 2015 On Borrowed Time

### Recueils de nouvelles
- Do the World a Favour and Other Stories (2003)
- The Last Noel (2004)
- So Far, So Near (2007)
- You Can Jump and Other Stories (2012)

### Autres ouvrages
- Cannibal Victims Speak Out (1995)
- Classic Radio Comedy (2003)

## Prix et distinctions

### Nominations
- Prix Edgar-Allan-Poe 2001 de la meilleure nouvelle pour Twelve Little Buggers[1]
- Prix Edgar-Allan-Poe 2016 de la meilleure nouvelle pour On Borrowed Time[1]
- Prix Macavity 2016 de la meilleure nouvelle pour On Borrowed Time[2]